# Tarte au maroilles
La tarte au maroilles, ou la flamiche au maroilles, sont 2 choses différentes, la tarte est faite sur une base de pâte feuilletée ou brisée sur laquelle on pose des tranches de maroilles et une migaine.
la Flamiche est faite d’une pâte levee briochée salée, que l’on fait « pousser » et dans  laquelle on enfonce des tranches de Maroilles et un peu de crème fraîche.
Les 2 sont des  spécialités culinaires de Thiérache et de l'Avesnois.

## Historique
L'origine de la tarte au maroilles est inconnue. Elle est aujourd'hui emblématique de la cuisine ch'ti.

## Caractéristiques

### Ingrédients
La tarte au maroilles est réalisée avec une pâte feuilletée ou une pâte levée, du maroilles, de la crème fraîche épaisse, du lait, des œufs, du sel, du poivre, le tout cuit au four environ une demi-heure. On peut y ajouter des lardons nature ou fumés et du gruyère râpé. Certains y ajoutent de la bière.

## Goyère
La goyère, spécialité de Valenciennes, se distingue de la traditionnelle flamiche par son soufflé moelleux.